# Raphidae
Raphidae er en uddød fugle-familie i rækken duefugle. Familien rummer flere enkeltstående arter. Den mest kendte af dem er nok dodo-fuglen (dronten).
- Wikimedia Commons har flere filer relateret til Raphidae

| Dyr | Spire Denne artikel om dyr er en spire som bør udbygges. Du er velkommen til at hjælpe Wikipedia ved at udvide den. |